# East Renfrewshire
East Renfrewshire er en af Skotlands kommuner beliggende ca. 20 km syd for Glasgow. Kommunen har ca. 80.000 indbyggere og den grænser op mod North Ayrshire, East Ayrshire, Renfrewshire, South Lanarkshire og City of Glasgow. Administrationsbyen er Giffnock.
East Renfrewshire er bl.a. venskabsby med Albertslund.

## Byer og landsbyer
- Barrhead
- Busby
- Clarkston
- Eaglesham
- Giffnock
- Neilston
- Netherlee
- Newton Mearns
- Stamperland
- Thornliebank